# Kâmpóng Cham
Kâmpóng Cham (khm. ក្រុងកំពង់ចាម) – miasto w środkowej Kambodży, nad rzeką Mekong, stolica prowincji Kâmpóng Cham.
Liczba mieszkańców w 2025 roku wynosiła ok. 61 750.